# Leonello Spada

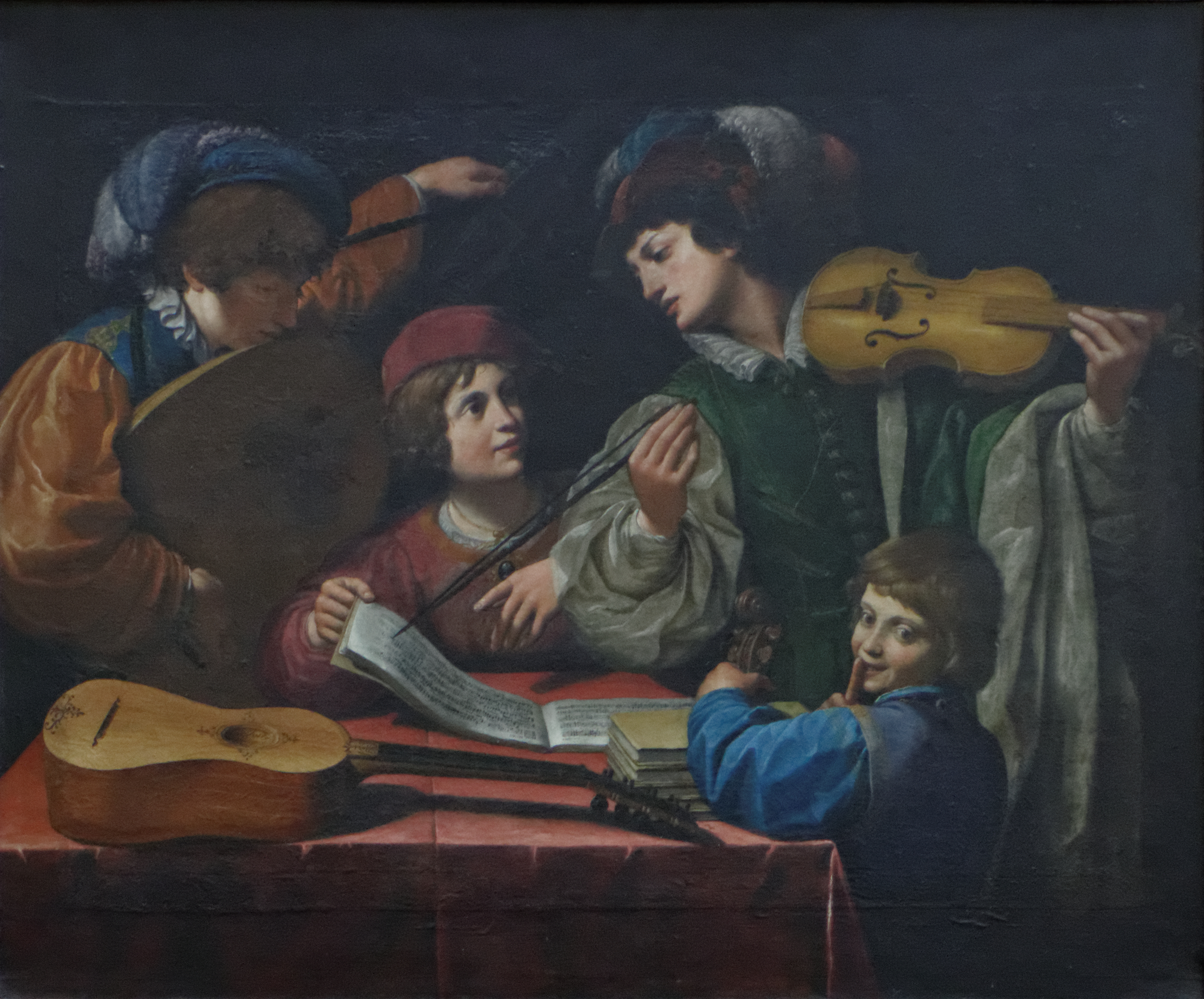
Concierto, Museo del Louvre.

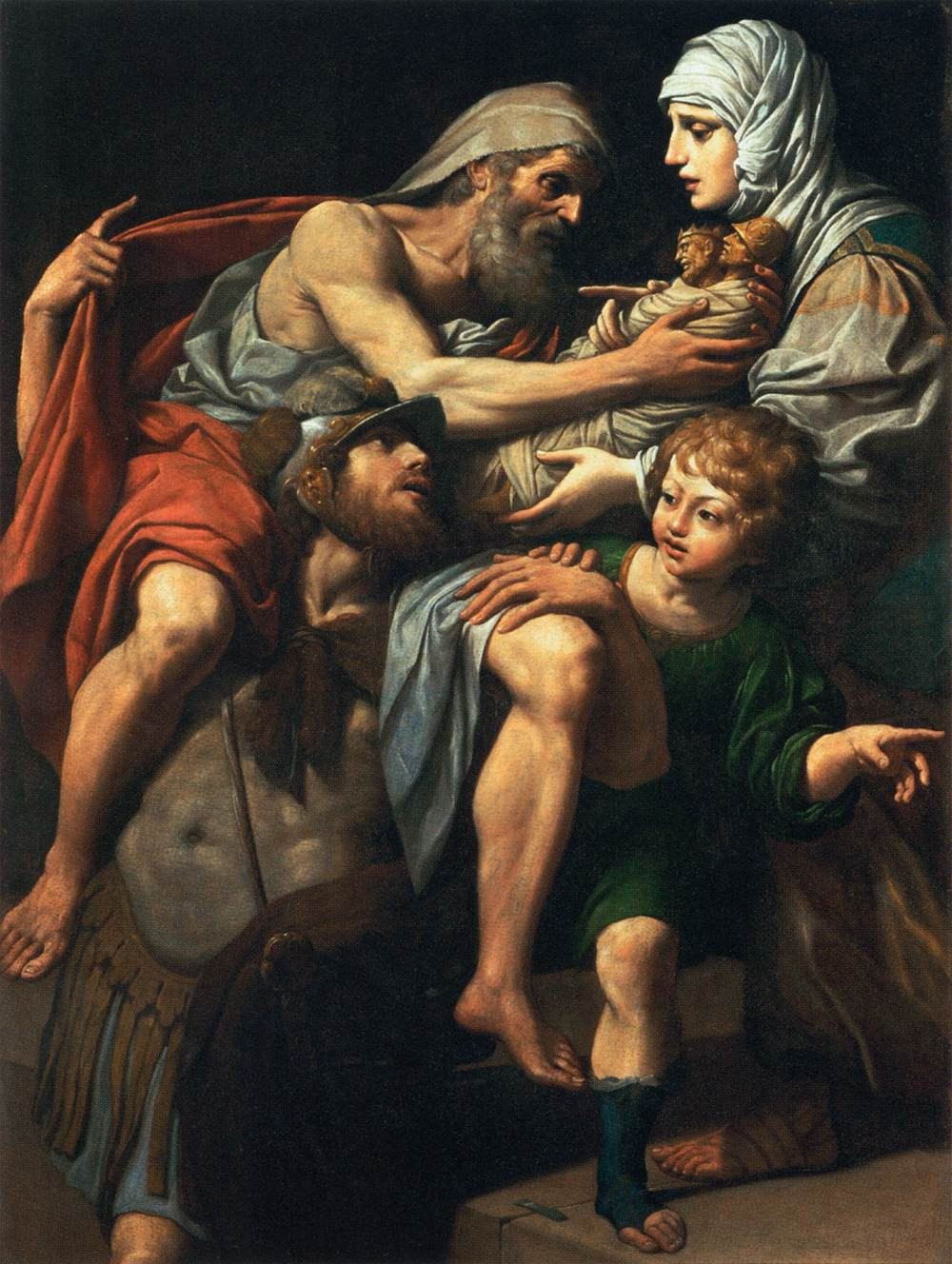
Eneas y Anquises, Museo del Louvre.

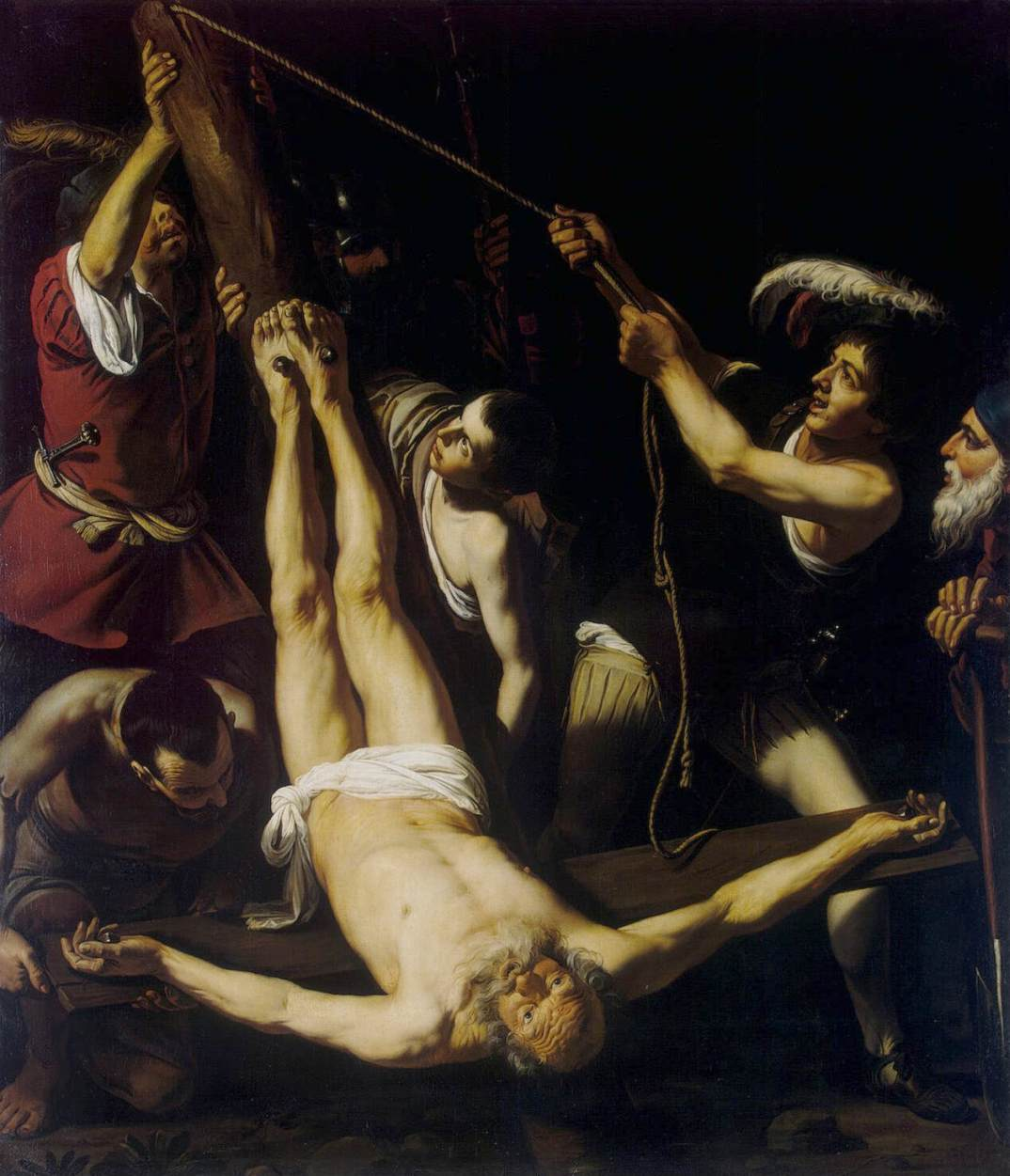
Martirio de San Pedro, Museo del Hermitage.

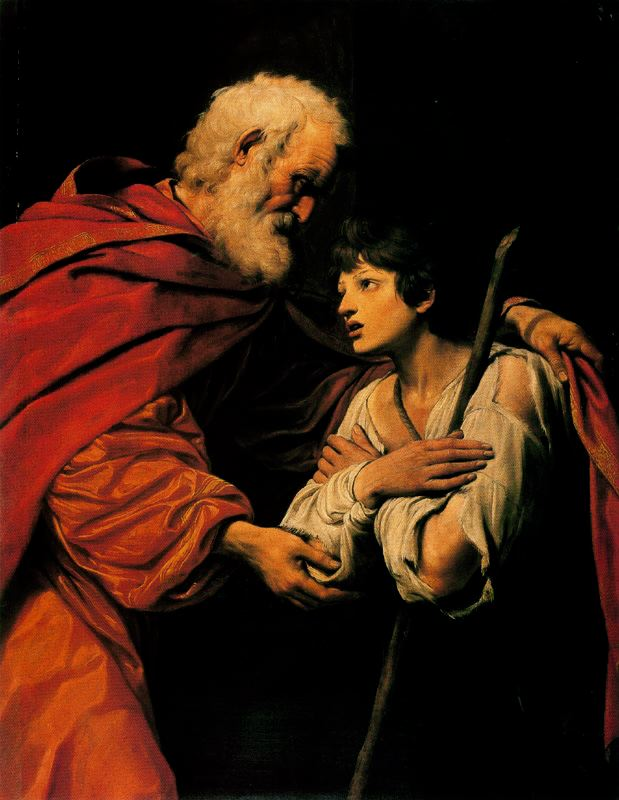
Regreso del hijo pródigo, Museo del Louvre.

Leonello Spada (Bolonia, 1576 - Parma, 17 de mayo de 1622) fue un pintor italiano activo durante el primer Barroco. Algunos le apodaron, de manera despectiva, Scimmia del Caravaggio (mono del Caravaggio), refiriéndose a su relación con el famoso pintor lombardo.

## Biografía
Comenzó su carrera como aprendiz en el estudio del pintor decorativo Cesare Baglioni. Ya a comienzos del siglo XVII lo encontramos activo, asociado a Girolamo Curti, como miembro de un equipo de artistas especializado en decoraciones ornamentales (Quadratura). Malvasia cita diversos trabajos de su mano en diversas iglesias y palacios, la mayoría de ellos perdidos.
En 1604 marchó a Loreto, donde pugnó inútilmente por conseguir el encargo de la decoración de la nueva sacristía de la basílica de la Virgen. Por entonces se encontraba cercano a la Accademia degli Incamminati de los Carracci, llegando incluso a colaborar con la ornamentación del funeral de Agostino Carracci (1603).
Las obras más antiguas que de él nos han llegado nos lo muestran en deuda con el estilo de Ludovico Carracci. Sus colaboraciones con otros seguidores de Ludovico fueron frecuentes, especialmente con Francesco Brizio. Es estilo de Leonello se fue haciendo más robusto con los años, aunque sin perder de vista sus raíces.
Posteriormente, parece que sufrió el influjo de Caravaggio, con quien parece que tuvo una relación personal. Al menos así lo sugiere Malvasia en su libro, que llega a relatar incluso el hecho de que fuera Spada el modelo para el San Juan Bautista de Merisi. Artísticamente, esta relación no sería tan evidente, pues Leonello volvería a integrarse dentro de los cánones más clasicistas divulgados por los Carracci.
En sus últimos años, Spada estuvo al servicio del duque Ranuccio I Farnesio como pintor de cámara en Parma. Allí realizó las decoraciones del Teatro Farnese. Ahora la influencia cercana de las obras de Correggio se hará patente, haciendo su estilo más suave.

## Obras destacadas
- San Francisco y Santo Domingo intercediendo ante Cristo (1604, Santa Maria dei Poveri, Bolonia)
- Abraham y Melquisedec (1605, Pinacoteca Nacional de Bolonia)
- Pesca milagrosa (1607, San Procolo, Bolonia)
- Milagro de los panes y los peces (1607, fresco, Ospedale degli Esposti, Bolonia)
- Caín mata a Abel (Museo di Capodimonte, Nápoles)
- Martirio de San Pedro (Museo del Hermitage, San Petersburgo)
- Alma condenada (Museo de Sassari)
- David con la cabeza de Goliat (1612-14, Gemäldegalerie, Dresde)
- Cristo en la columna (1612-14, Gemäldegalerie, Dresde)
- Cupido jugando con un leopardo (Gemäldegalerie, Dresde)
- San Sebastián (Palazzo Altieri, Roma)
- Eneas y Anquises (1615, Museo del Louvre, París)
- Concierto (1615, Museo del Louvre, París)
- Regreso del hijo pródigo (Museo del Louvre, París)
- Santo Domingo quema los libros heréticos (1616, San Domenico, Bolonia)
- San Jerónimo (1618, Galleria Nazionale d'Arte Antica, Roma)
- Matrimonio místico de Santa Catalina (1621, San Sepolcro, Parma)